# Tepehuanes
Pour les articles homonymes, voir Tepehua (peuple).
Les indiens Tepehuán, Tepeguán, O'dam, Audam ou Ódami (Tepehuanes ou Tepehuanos, de Nahuatl signifiant «Les habitants des montagnes» ou «Les gens des montagnes», «tepe» venant de Tepetl signifiant «montagnes» et «Huan» provenant de la signification nemohuayenne "Habitation" ou de macehualtin signifiant "personnes", en Nahuatl Tepehuán est orthographié Tēpēhuanih, Tepēhuāntin, Tepehuatecah et / ou Tepēhuahcān) (ou en se référant à eux-mêmes comme O'dam, Audam et Ódami signifiant "Nous, le Peuple" ou Les «gens de cette terre» dans leur langue maternelle du Tepehuan du nord, Tepehuan du sud-est et Tepehuan du sud-ouest) sont des Mexicains autochtones du nord-ouest, de l'ouest et certaines parties du nord du centre du Mexique, dont les villages au moment de la conquête espagnole étaient situés sur un vaste territoire le long de la Sierra Madre Occidental. Le cœur de la nation Tepehuan se trouve dans la vallée de Guadiana (Durango). Les Tepehuanes vivent à Ranchería dans le Mexique actuel. Les Indiens Tepehuan ont le plus grand territoire d'Aridamérique. Ils provenaient de l'état de Durango, mais leur territoire s'étendait au sud de Chihuahua, à l'est de Sinaloa, et au nord de Jalisco, Nayarit et Zacatecas. Ódami (Tepehuán septentrional), Audam (Tepehuán du sud-ouest) et O'dam (Tepehuán du sud-est) ont chacun leur propre langue, leur culture et leurs croyances. La communauté du sud de Tepehuán comprenait une colonie isolée (Azqueltán) au milieu du territoire Huichol dans le canyon de la rivière Bolaños, historiquement appelée Tepecanos. Les Tepehuánes se sont divisés en trois nations:
- Ódami (Tepehuán septentrional) de Chihuahua.
- Audam (Tepehuán du sud-ouest) de Durango, Nayarit et Sinaloa.
- O'dam (Tepehuán du sud-est) de Durango, Jalisco, Nayarit et Zacatecas.

## Vêtements

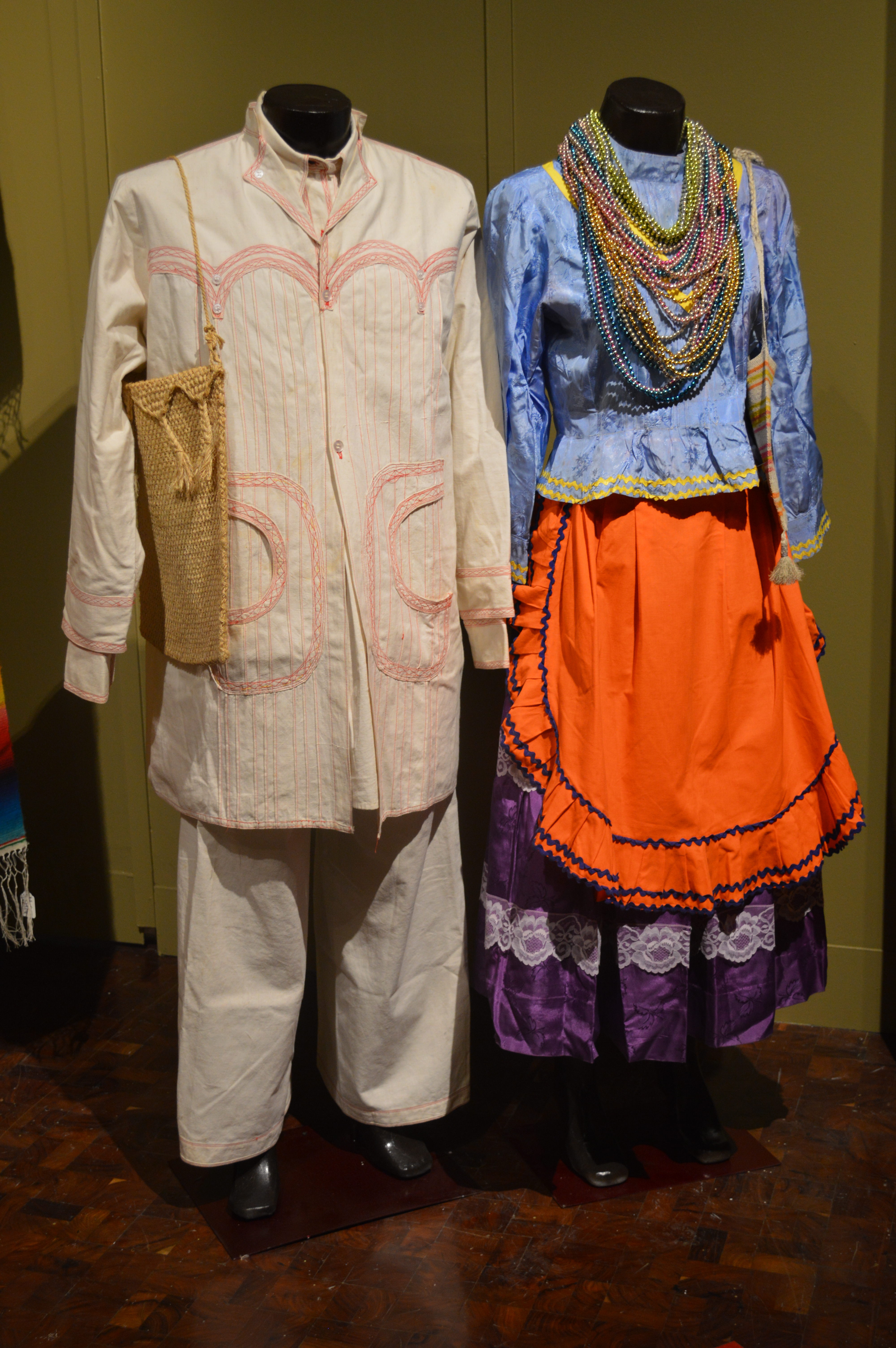
Costumes tepehuán traditionnels masculin et féminin de Durango.

La plupart des hommes portent aujourd'hui, des jeans, la chemise et le chapeau de cow-boy et des sandales. Les vêtements traditionnels portés par quelques hommes et femmes, sont très simples pour les premiers et très colorés pour les secondes. Le vêtement masculin se compose d'une chemise, d'un pantalon et de couvertures qui sont respectivement appelées kutum et sawira dans le Nord du territoire Tepehuán. L'habit de la femme se compose de trois parties principales: une jupe, une blouse à manches longues et un tablier autour de la taille. Les tissus sont satinés et décorés avec de la dentelle et des rubans de couleur. Les longues chaussettes de couleurs vives sont très répandues, comme des chaussures en plastique cuit. La tenue est enrichie avec de longs cheveux peignés, colliers de perles et des boucles d'oreilles ou d'autres accessoires. Les hommes et les femmes utilisent des sacs pour compléter leur tenue.

## Groupes Tepehuán
Ils conservent encore certaines de leurs coutumes traditionnelles. Le nord de Tepehuán comptait 18 249 membres en 2005, le sud-est 10 600 et le sud-ouest 8 700. Les groupes suivants de Tepehuán vivent aujourd'hui au Mexique:

### Tepehuán du nord
Les Ódami, qui signifie "Nous, le peuple" ou "Le peuple de cette terre", vivent dans le sud du Chihuahua. Tepehuan signifiant le peuple montagnard, les Ódami utilisent ce terme pour désigner les métis ou les étrangers.

#### Gouvernement
Le gouvernement tepehuan est composé d'un maître général, de plusieurs gouverneurs, de six suppléants, de capitaines, de sergents, de caporaux, d'officiers de justice, de procureurs et de responsables des fêtes. Avec le capitaine général, les gouverneurs rendent la justice et interviennent dans la résolution des conflits. Les autres membres du gouvernement Ódami sont également impliqués dans l'administration de la justice, tandis que les procureurs se consacrent au nettoyage des églises et les responsables de fêtes à la mise en place de l'autel.

##### Fêtes
Chaque communauté a un groupe d'organisation des fêtes, mis en place à la suite de l’évangélisation coloniale et parrainés par des délégués syndicaux. Ils sont élus un an avant la fêtes pour réunir les fonds nécessaires au paiement des ornements et du bœuf abattu lors de l’offrande à saint commémorés.

### Tepehuán du sud
O'dam signifie «nous, le peuple» ou «peuple de ce pays» en tepehuán du sud-est et Audam signifie «nous, peuple» ou «peuple de ce pays» en tepehuán du sud-ouest; les deux droupes vivent dans la Sierra Madre Occidentale au sud de Durango, en Zacatecas, au nord de Nayarit et Jalisco. Les O'dam, également connus sous le nom de tepehuanes du sud ou Tepeguanos du sud, forment un groupe ethnolinguistique. Le nom tepehuanes ou tepeguanes (comme ils étaient connus à l'époque coloniale) est d'origine nahuatl et a été imposé à la fois par les locuteurs de cette langue et par les Espagnols au XVIe siècle. La langue des tepehuanes du sud, O'dam et Audam appartient à la branche linguistique de la famille Pima Bajo Uto-Aztecan. Il est important de noter que, si les tepehuanes du sud entretiennent une relation historique et linguistique avec les tepehuaness du nord (Ódami) habitant le sud de Chihuahua, il existe aujourd'hui trois groupes distincts de culture et de langue différentes.

## Population
Selon les chiffres du dernier recensement de la population il y a 37 953 Tepehuanes, 18 699 parlent espagnol en plus de leur langue maternelle et 3 573 sont monolingues. Certains Tepehuán sont trilingues, surtout dans les régions ethniques où ils apprennent une autre langue indigène (souvent par les mariages entre Tepehuanes, Tarahumara, Mexicaneros, Huichol, Cora et métis).

## Arts

### Ódami
La musique est importante dans la vie des Tepehuanes. Les matachines, chansons sur les thèmes tepehuan chantés en langue tepehuan et les chansons populaires hispano-mexicaines sont jouées durant les danses et les fêtes avec des violons artisanaux, maracas, crécelles de cheville, flûtes de roseau, bâtons de friction et tambours. La tradition orale est conservée par des membres adultes des communautés par  les performances spirituelles folkloriques. Les contes incluent des animaux régionaux ainsi que des représentations locales des contes populaires de l'Ancien Monde.

## Religion et mythologie
La religion des Tepehuanes du nord et du sud est basée sur la mythologie Tepehuán, mais aussi empreinte de croyance catholique, animiste et chamanique. La mort et les morts ont une importance dans la traditions et la religion parmi les trois cultures de Tepehuán. Les parents sont punis par leurs morts lorsqu'ils manquent aux règles religieuses.
La religion de Tepehuán est un polythéisme.
Nicolás de Arnaya a identifié sept dieux vénérés par les Tepehuanes, tous montrent une association possible avec les divinités méso-américaines:
- le Créateur et le Protecteur de la Nation Tepehuan (Ubumári)
- le dieu du vent (Ehecatl)
- le dieu du feu (Xiuhtecutli) aussi appelé de l'"ancien dieu", l'un des plus anciens du panthéon médanéricain
- le dieu de la pluie ou de l'eau et de la grêle (Tlaloc et les dieux associés)
- le dieu du maïs et de l'agriculture (Centeotl)
- le dieu se nourrissant de sang (Tonatiuh et, plus tard, Huitzilopochtli)

## Langage
Les langues Tepehuán, qui incluent le tepehuan du nord , le tepehuan du sud-est et le tepehuan du sud-ouest, font partie de la famille de langue uto-aztèque et sont liées aux Pima Bajo et Tohono O'odham.